# Нойман, Дан
Дан Но́йман (ивр. דן נוימן‎; род. 2 июня 1973, Израиль) — генерал-майор Армии обороны Израиля, нынешний командир Военных колледжей армии (с 14 августа 2025 года).

## Биография
Дан Нойман родился 2 июня 1973 года в Израиле в семье Ицхака и Тхии Нойман.

### Военная карьера
В 1991 году был призван на службу в Армии обороны Израиля, начал службу в бронетанковой бригаде «Саар ми-Голан». После окончания офицерских курсов возглавил танковый взвод в бригаде, с 1995 по 1997 год был командиром 8-й танковой роты 77-го батальона «Оз» бригады «Саар ми-Голан», после чего исполнял дополнительные должности в бригаде.
В качестве заместителя 75-го бронетанкового батальона «Ромах» бригады «Саар ми-Голан» с 2005 по 2007 год принимал участие в боевой деятельности в районе деревень Аль-Аишия и Ар-Рихан и хребта Бофор на юге Ливана.
С 2005 по 2007 год, в том числе во время Второй ливанской войны, командовал 75-го бронетанковым батальоном «Ромах» бригады. В ходе войны батальон под командованием Ноймана принял участие в боевых действиях в районе ливанских деревень Бинт-Джубайль и Айта аш-Шааб, а по окончании войны был переведён в сектор Газа, где принял участие в боевой деятельности, помимо прочего, в ходе операции «Осенние облака».
С 2007 по 2009 год возглавлял 196-й бронетанковый батальон «Шахак» учебно-тренировочной бронетанковой бригады «Бней Ор», а с 2009 по 2010 год командовал подразделением в Колледже тактического командования.
С 2010 по 2013 года командовал резервной бронетанковой бригадой «Меркевот ха-Эш», а с 2013 по 2015 года возглавлял Департамент учений Командования сухопутных войск.
2 июля 2015 года возглавил бронетанковую бригаду «Саар ми-Голан», командовал бригадой до 2 августа 2017 года, по завершении должности был повышен в звании до бригадного генерала (тат-алуф).
С августа 2017 по 2020 год был главой Отдела кадров Командования сухопутных войск, при этом с ноября 2017 по июль 2018 года одновременно был исполняющим обязанности Главного офицера Корпуса сбора боевых разведданных вследствие отстранения от должности Главного офицера корпуса бригадного генерала Мордехая Каханы.
3 июня 2020 года вступил на должность командира бронетанковой дивизии «Гааш», командовал дивизией до 29 мая 2022 года. Затем находился на обучении в Университете национальной безопасности в Вашингтоне, США.
С июля 2024 по 2025 год командовал Межвойсковым колледжем полевого и штабного командного состава.
14 августа 2025 года Нойману было присвоено звание генерал-майора (алуф), и он вступил на должность командира Военных колледжей Армии обороны Израиля, сменив на посту генерал-майора Нимрода Алони.

### Образование и личная жизнь
За время военной службы Нойман получил степень бакалавра Междисциплинарного центра в Герцлии (в области юриспруденции и делового администрирования) и степени магистра Еврейского университета в Иерусалиме (в области безопасности), Хайфского университета в рамках обучения в Колледже национальной безопасности (в области политологии) и Университета национальной безопасности в Вашингтоне, США. Также завершил обучение в Гарвардском университете по программе Фонда Векснера по государственному управлению.
Женат на Кинерет Нойман, отец троих детей. Проживает в кибуце Бахан в региональном совете Эмек-Хефер.